# Yasmina Filali

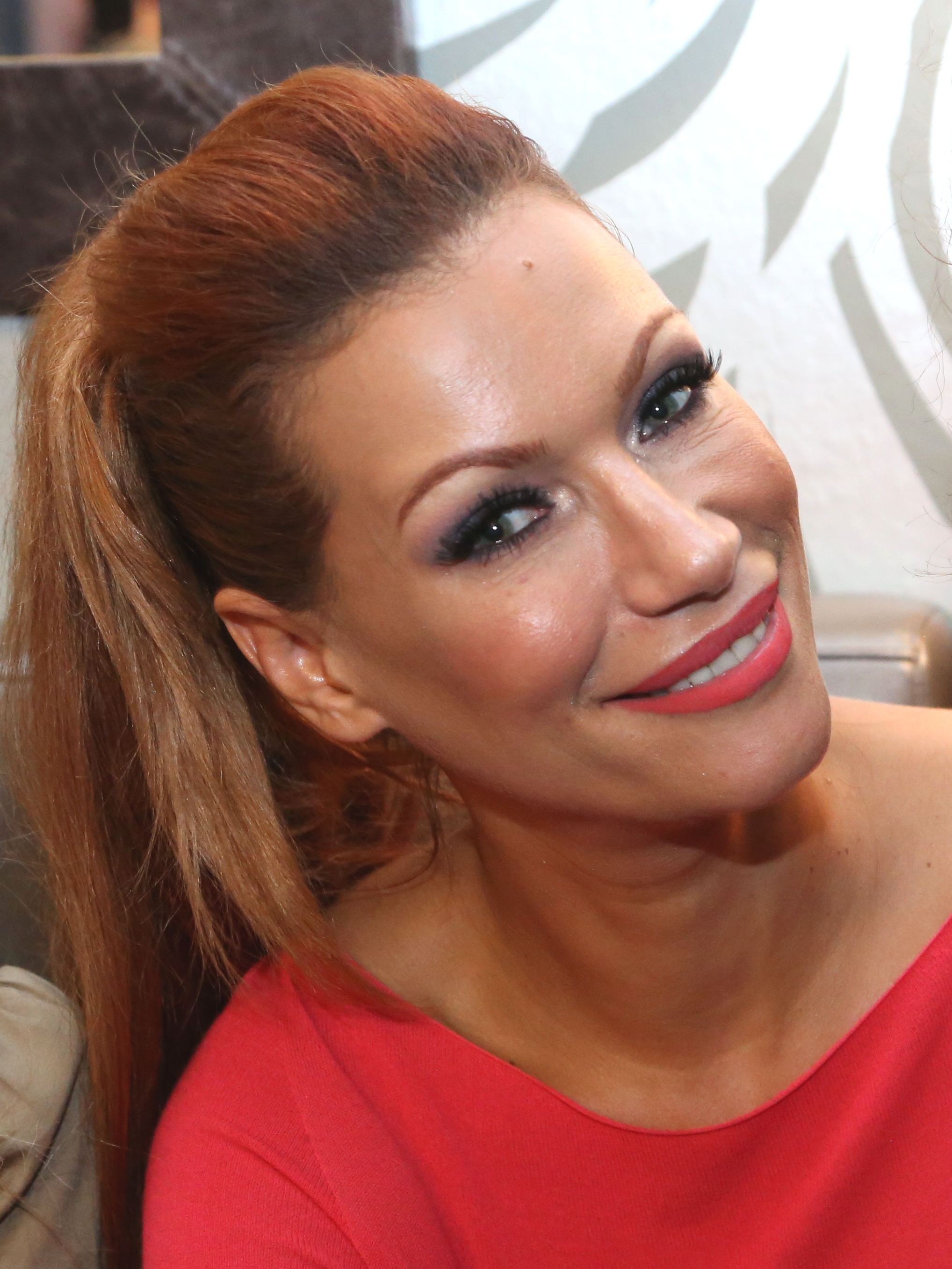
Yasmina Filali (2017)

Yasmina Filali (* 3. September 1975 in Paris als Yasmina Munira Bohlen) ist eine deutsche Schauspielerin.

## Leben und Karriere
Yasmina Filali, die Tochter einer Marokkanerin und eines Deutschen aus Aurich, arbeitete erst als Model und hatte 1997 erste Erfolge in der Fernsehserie Geliebte Schwestern, nachdem sie bereits 1996 in etlichen Folgen der Serie GZSZ zu sehen war. In der Krankenhausserie St. Angela spielte sie 1998 in einer Folge eine Krankenschwester, daran schloss sich 1999 der Fernsehfilm Zärtliche Begierde an. Die Schauspielerin übernahm des Weiteren Rollen in den Fernsehreihen Im Namen des Gesetzes, Ehen vor Gericht, Die Wache und Delta Team. In der romantischen Komödie Große Liebe wider Willen spielte sie 2001 mit Susanna Simon, Oliver Boysen und Rosel Zech zusammen. Einem breiteren Publikum wurde Filali mit ihren erotischen Auftritten als Stripperin Yvonne in der Serie Die Rote Meile bekannt, wo sie von 1999 bis 2001 in 23 Episoden zu sehen war. In dem komödiantischen  Horror-Trashfilm Planet B: The Antman spielte sie 2002 eine der Hauptrollen neben Götz Otto, Gojko Mitić und Elisabeth Volkmann. Im selben Jahr wirkte sie in dem amerikanischen Actionfilm Halbtot – Half Past Dead mit. Von 2003 bis 2013 übernahm Filali diverse Rollen in verschiedenen Serien (SOKO München, Die Rosenheim-Cops, Alarm für Cobra 11 – Die Autobahnpolizei, Küstenwache) und 2013 in einer weiteren Folge der Krimiserie Ein Fall für zwei. Star Wurst – Möge das Herz mit Euch sein heißt ein Kurzfilm von 2015 in dem die Schauspielerin ebenfalls vertreten war.
In der Doku-Soap Shopping Queen des Jahres 2014 von und mit Guido Maria Kretschmer begleitete Filali Rose Marie, die Shopping Queen aus Bonn, beim Shoppen, die daraufhin Shopping Queen des Jahres 2014 wurde. Im Mai 2016 startete Yasmina Filali einen Beautyblog unter ihrem Namen. 2017 nahm Filali als Kandidatin an Promi Shopping Queen teil und gewann erneut.
Seit Juli 2005 war Filali mit dem ehemaligen Fußballspieler Thomas Helmer verheiratet, mit dem zusammen sie seit November 2007 eine Tochter und seit Mai 2010 einen Sohn hat. Die Familie wohnte in Hamburg-Winterhude. Im August 2022 gab das Paar die Trennung bekannt.

## Filmografie (Auswahl)
- 1998: St. Angela (Krankenhausserie, Folge Abschied)
- 1999: Zärtliche Begierde (Fernsehfilm)
- 1999: Im Namen des Gesetzes (Fernsehserie, Folge Tod durch Liebe)
- 1999: Ehen vor Gericht (Fernsehserie, Folge Bett und Karriere)
- 1999: Die Wache (Fernsehserie, Folge Sieg nach Punkten)
- 1999: Delta Team – Auftrag geheim (Fernsehserie, Folge Der Hiob Mann)
- 1999: Zwei Männer am Herd (Fernsehfilm + Serie)
- 1999–2001: Die Rote Meile (Fernsehserie, 23 Folgen)
- 2000: Doppelter Einsatz (Fernsehserie, Folge Jagd nach Liebe)
- 2000: Stan Becker – Ein Mann ein Wort
- 2001: Große Liebe wider Willen (Fernsehfilm)
- 2002: The Antman
- 2002: Halbtot – Half Past Dead
- 2004, 2013: Ein Fall für zwei (Fernsehserie, 2 Folgen)
- 2007: Die Prinzessin auf der Erbse – Qual der Wahl royal
- 2007: SOKO München (Fernsehserie, Folge Tödliche Spekulation)
- 2008: Plötzlich Papa – Einspruch abgelehnt! (Fernsehserie, Folge Beim Barte des Propheten)
- 2009: Die Rosenheim-Cops – Der fast perfekte Mord
- 2011: Alarm für Cobra 11 – Die Autobahnpolizei (Fernsehserie, Folge Turbo & Tacho Reloaded)
- 2011: SOKO Stuttgart (Fernsehserie, Folge Man stirbt nur zweimal)
- 2012: Küstenwache (Fernsehserie, 2 Folgen)
- 2012: Notruf Hafenkante – Getrennte Wege
- 2012: Frisch gepresst
- 2013: SOKO Köln (Fernsehserie, Folge Atemlos)
- 2015: Star Wurst – Möge das Herz mit Euch sein (Kurzfilm)
- 2019:  Kroymann (Satiresendung, 1 Folge)
- 2020: Die Kanzlei (Fernsehserie, Folge Schräglage)
- 2021: Kreuzfahrt ins Glück: Hochzeitsreise in die Toskana (Fernsehreihe)
- 2022: Over & Out